# Liste der Monuments historiques in Denting
Die Liste der Monuments historiques in Denting führt die Monuments historiques in der französischen Gemeinde Denting auf.

## Liste der Bauwerke
| Bezeichnung             | Beschreibung            | Standort                                             | Kennzeichnung | Schutzstatus | Datum | Bild |
| ----------------------- | ----------------------- | ---------------------------------------------------- | ------------- | ------------ | ----- | ---- |
| Ruinen eines Beinhauses | aus dem 14. Jahrhundert | südöstlich des Ortes bei der Kapelle St-Henri (Lage) | PA00106752    | Classé       | 1923  |      |